# Hellschen-Heringsand-Unterschaar
Hellschen-Heringsand-Unterschaar è un comune di 183 abitanti della Schleswig-Holstein, in Germania.
Appartiene al circondario (Kreis) del Dithmarschen (targa HEI) ed è parte della comunità amministrativa (Amt) di Büsum-Wesselburen.